# NGC 6408
NGC 6408 (również PGC 60637 lub UGC 10930) – galaktyka spiralna z poprzeczką (SBa), znajdująca się w gwiazdozbiorze Herkulesa. Odkrył ją Albert Marth 2 czerwca 1864 roku.